# Yêu tinh Giáng sinh

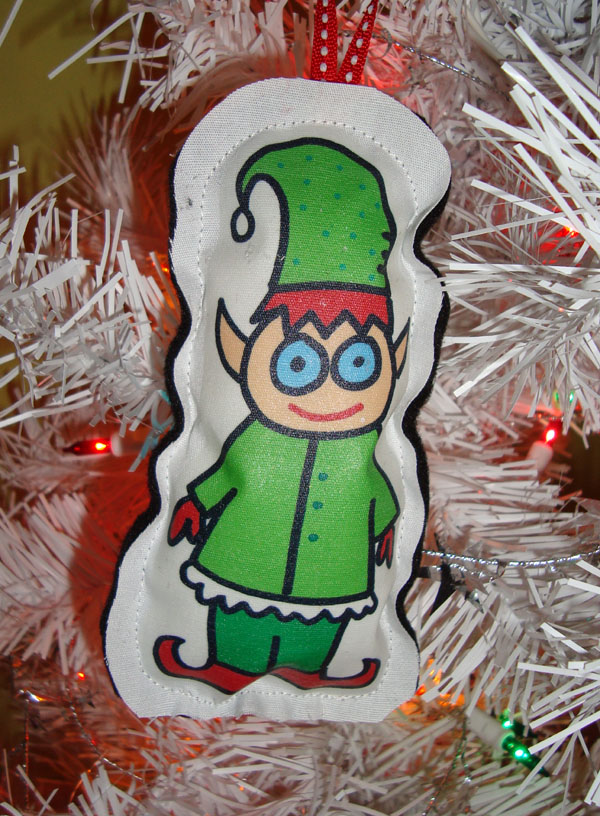
Yêu tinh giáng sinh

Yêu tinh Giáng sinh (Christmas elf) là một yêu tinh nhỏ bé sống cùng ông già Noel tại Bắc Cực và đóng vai trò là người giúp đỡ ông ta. Yêu tinh trong lễ Giáng sinh thường được miêu tả là có màu xanh lá cây hoặc màu đỏ với đôi tai lớn, nhọn và mũ nhọn. Yêu tinh của ông già Noel thường được cho là làm đồ chơi trong xưởng của ông già Noel và chăm sóc tuần lộc của ông ấy.